# Болотник Бландова
Болотник Бландова (Helodium blandowii) — вид мохів порядку гіпнобрієвих (Hypnales).

## Поширення
Ареал охоплює такі частини світу: Європа, Північна Америка, Азія.

## Характеристика
Рослини жовто-зелені, у нещільних пучках: висхідні. Стебла 4–11 см завдовжки, більш-менш прямі (досить жорсткі, коли сухі), густо вкриті нерозгалуженими (але лопатевими) зеленими ниткоподібними парафіліями, які знизу стають коричневими. Гілки нерівні, прості, широко розставлені на стеблі, близько 1 см завдовжки. Стеблові листки великі, більш-менш трикутно-яйцеподібні, коротко і тонко загострені, дещо складчасті (увігнуті), притиснуті, за винятком кінчиків, з парафіліями. Листя гілок невеликі (≈ 0.8 мм завдовжки) і зігнуті, коли висихають, від широко-яйцювато-загострених до яйцювато-ланцетних. Коробочкові ніжки 3–5 см, тонкі, червонувато-коричневі. Коробочки  рідкісні; якщо є, гладкі, видовжено-циліндричні, стають сильно дугастими, коротка шийка дещо зморшкувата, урна довжиною 2½–3½ мм, жовтувато-коричнева, з віком стає червонувато-коричневою. Спори гладкі.